# Pianowo-Folwark
Pianowo-Folwark – osada część wsi Pianowo-Daczki położona w Polsce, w województwie mazowieckim, w powiecie nowodworskim, w gminie Nasielsk.
W latach 1975–1998 miejscowość administracyjnie należała do województwa ciechanowskiego.